# Dead Club City
Dead Club City is het vierde studioalbum van de Britse alternatieve rockband Nothing but Thieves dat 30 juni 2023 uitkwam. Op het album staan elf nummers.
Het album volgde op het album Moral Panic uit 2020. Vóór de publicatie op 30 juni 2023 bracht de band in maart, mei, juni en juli al de singles Welcome to the DCC, Overcome, Keeping You Around en Tomorrow Is Closed uit. Aanvankelijk zou het album een week later op 7 juli uitkomen, maar die datum werd later naar voren gehaald.
Het album gaat (vrij vertaald) over de 'Dead Club City', een ledenclub ter grootte van een stad, en personages en verhaallijnen in en rondom die stad. In een persbericht zei de band: "Welcome to the DCC, Dead Club City. All the Heaven, all the time." De bandleden zijn bij het maken van het album geïnspireerd door nummers van Prince, rhythm-and-blues en muziek uit de jaren tachtig.
Eind januari 2024 kondigde de band een deluxeversie aan van het album met daarop de nummers Oh No :: He Said What?, Time :: Fate :: Karma :: God en Pure You, naast stripped versies van Tomorrow Is Closed en Overcome. Het album werd uitgebracht op 15 maart dat jaar. In juli werd een "Extended Deluxe"-editie uitgebracht met drie liveopnames.

## Tracklist[12]
| 1.                 | Welcome to the DCC  | 3:17 |
| 2.                 | Overcome            | 3:34 |
| 3.                 | Tomorrow Is Closed  | 3:58 |
| 4.                 | Keeping You Around  | 3:35 |
| 5.                 | City Haunts         | 3:11 |
| 6.                 | Do You Love Me Yet? | 5:26 |
| 7.                 | Members Only        | 2:49 |
| 8.                 | Green Eyes :: Siena | 3:48 |
| 9.                 | Foreign Language    | 3:54 |
| 10.                | Talking to Myself   | 4:15 |
| 11.                | Pop the Balloon     | 4:31 |
| Totale duur: 42:18 |                     |      |

## Hitnoteringen
Het album bereikte de hitlijsten van meerdere landen, waarbij in Nederland (Album Top 100) en het Verenigd Koninkrijk (UK Albums Chart) de eerste positie bereikt werd.

### NederlandseAlbum Top 100
| Hitnotering: 08-07-2023 tot heden | Hitnotering: 08-07-2023 tot heden | Hitnotering: 08-07-2023 tot heden | Hitnotering: 08-07-2023 tot heden |
| Week:                             | 1                                 | 2                                 | 3                                 |
| --------------------------------- | --------------------------------- | --------------------------------- | --------------------------------- |
| Positie:                          | 1                                 | 6                                 | 34                                |

### VlaamseUltratop 200 Albums
| Hitnotering: 08-07-2023 tot heden | Hitnotering: 08-07-2023 tot heden | Hitnotering: 08-07-2023 tot heden | Hitnotering: 08-07-2023 tot heden |
| Week:                             | 1                                 | 2                                 | 3                                 |
| --------------------------------- | --------------------------------- | --------------------------------- | --------------------------------- |
| Positie:                          | 8                                 | 32                                | 67                                |